# Hotel allo sbando
Hotel allo sbando (The Hotel Inspector) è un programma televisivo britannico di genere documentario, in onda su Channel 5 dal 29 settembre 2005.
A partire dalla quarta stagione Alex Polizzi ha preso il posto di Ruth Watson alla conduzione del programma.
In Italia è trasmesso in prima visione da Sky Uno, mentre in chiaro va in onda su Cielo.

## Episodi
| N° Stagione | Numero di episodi | Prima TV UK       | Prima TV UK      |
| N° Stagione | Numero di episodi | Inizio prima TV   | Fine prima TV    |
| ----------- | ----------------- | ----------------- | ---------------- |
| 1           | 3                 | 29 settembre 2005 | 13 ottobre 2005  |
| 2           | 8                 | 6 luglio 2006     | 24 agosto 2006   |
| 3           | 10                | 6 settembre 2007  | 8 novembre 2007  |
| 4           | 6                 | 10 giugno 2008    | 15 luglio 2008   |
| 5           | 8                 | 6 luglio 2009     | 24 August 2009   |
| 6           | 6                 | 22 luglio 2010    | 26 August 2010   |
| 7           | 8                 | 18 aprile 2011    | 6 giugno 2011    |
| 8           | 8                 | 3 ottobre 2011    | 21 novembre 2011 |
| 9           | 10                | 5 luglio 2012     | 6 settembre 2012 |
| 10          | 8                 | 6 febbraio 2014   | 27 marzo 2014    |
| 11          | 8                 | 9 aprile 2015     | 28 maggio 2015   |
| 12          | 8                 | 1º giugno 2016    | 20 luglio 2016   |
| 13          | 5                 | 27 giugno 2017    | 25 luglio 2017   |
| 14          | 7                 | 5 giugno 2018     | 17 luglio 2018   |